# Dimitrij Ovtcharov
Dimitrij Ovtcharov (ukrainisch Дмитро Михайлович Овчаров / Dmytro Mychajlowytsch Owtscharow; * 2. September 1988 in Kiew, Ukrainische SSR, Sowjetunion) ist ein deutscher Tischtennisspieler.

## Werdegang
Bereits in seiner Kindheit wurde Dimitrij von seinem Vater Michail Owtscharow, einem ehemaligen sowjetischen Tischtennismeister (etwa 80 Einsätze in der Nationalmannschaft), und seiner Mutter Tatjana, die einen A-Lizenz-Trainerschein besitzt, gefördert. 1992 zog die tischtennisbegeisterte Familie in den Hamelner Stadtteil Tündern. Dort trat er zusammen mit seinem Vater dem TSV Schwalbe Tündern bei, stieg in der Saison 2005 in die Bundesliga auf und erarbeitete sich in der folgenden Spielzeit die Spitzenposition innerhalb des Teams. Von 2007 bis 2009 spielte er bei Borussia Düsseldorf. Danach spielte er bei Royal Villette Charleroi in Belgien und wechselte 2010 zum russischen Verein Gazprom Fakel Orenburg, mit dem er viermal die Champions League gewann. Im Herbst 2015 verlängerte er seinen Vertrag bei Orenburg bis 2019.
Sein erster Einsatz in der deutschen Nationalmannschaft erfolgte im September 2006 in der EM-Qualifikation gegen Rumänien. Dabei gewann er seine beiden Einzel gegen Adrian Crișan und Andrei Filimon. Bei der Tischtennis-Europameisterschaft 2007 in Belgrad gehörte er dem deutschen Kader an, wo er Gold mit dem Team und Bronze im Einzel gewann.

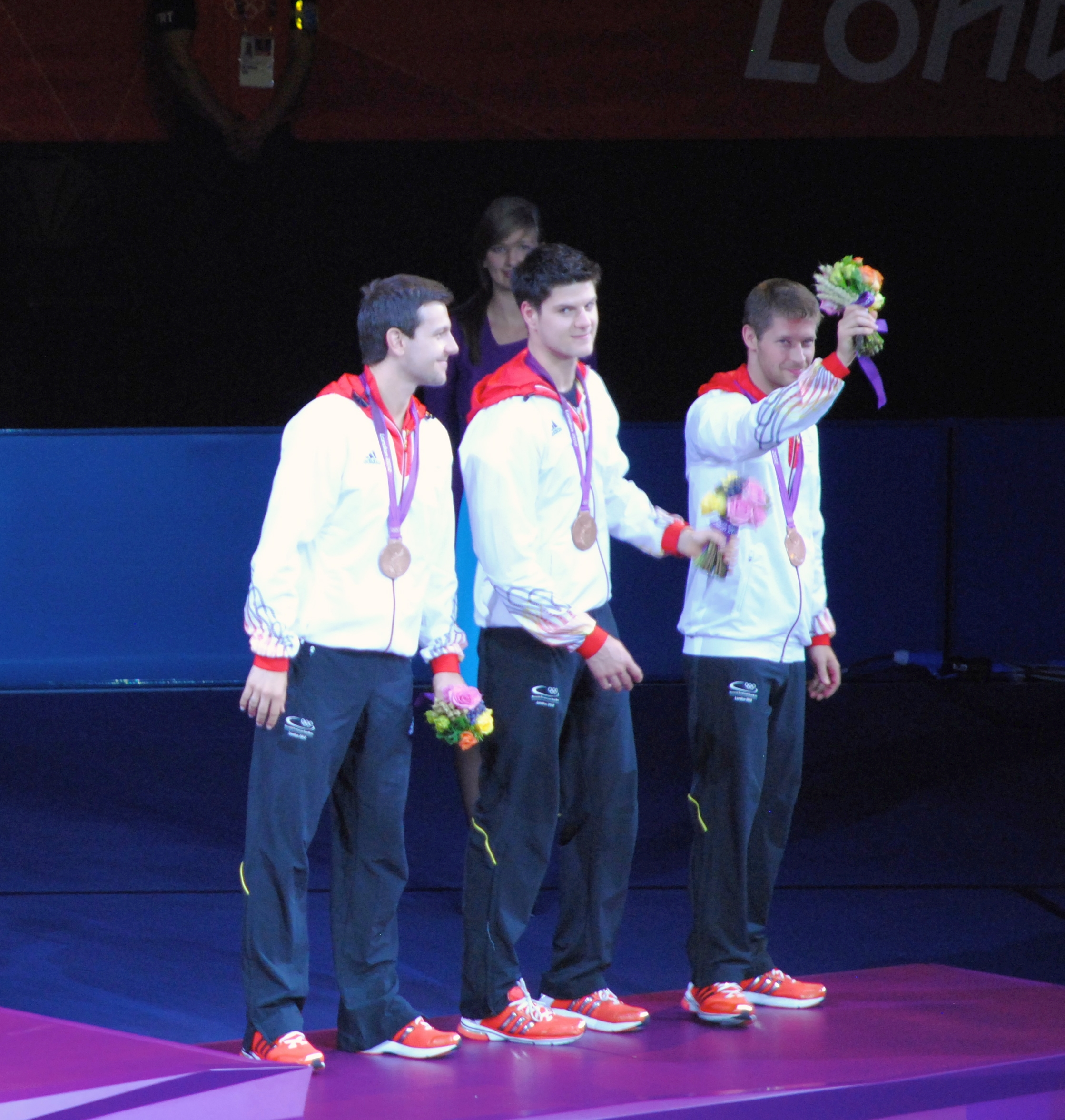
Siegerehrung bei Olympia 2012

Bei den Olympischen Spielen 2008 in Peking, für die er sich mit seiner Weltranglisten-Position 19 im Januar 2008 direkt qualifizierte, erreichte er mit der deutschen Nationalmannschaft nach Siegen über Kroatien, Kanada, Singapur und Japan das Endspiel, das mit 0:3 gegen Gastgeber China verloren ging. Im Einzel erreichte er das Achtelfinale. Neben dem Gewinn der Silbermedaille mit der Mannschaft in Peking gelang ihm mit der Nationalmannschaft die Titelverteidigung bei den Europameisterschaften 2008 in Sankt Petersburg durch ein 3:2 über Belarus. Im entscheidenden Einzel schlug Ovtcharov den Belarussen Witali Nechwedowitsch in vier Sätzen.
Bei der Weltmeisterschaft 2011 erreichte Ovtcharov das Achtelfinale, in dem er gegen Timo Boll mit 2:4 verlor. Im Endspiel der Deutschen Meisterschaft 2011 in Bamberg musste er sich knapp mit 3:4 gegen Bastian Steger geschlagen geben. Der Sommer 2011 verlief sehr erfolgreich für Ovtcharov: Innerhalb von nur drei Wochen gewann er die Pro-Tour-Turniere Brazilian Open und Korean Open, bei den Brazilian Open gab er keinen Satz ab.
Bei den Olympischen Spielen 2012 in London sicherte er sich die Bronzemedaille im Einzel. Nach einem 4:3-Sieg im Viertelfinale gegen Michael Maze scheiterte er in der Vorschlussrunde gegen Weltmeister Zhang Jike aus China mit 1:4. Im abschließenden Spiel um Bronze gewann er 4:2 gegen den Taiwaner Chuang Chih-Yuan. Nach Jörg Roßkopf war Ovtcharov der zweite Deutsche, der eine Olympiamedaille im Tischtennis-Einzel gewann. Mit der Mannschaft gewann er ebenfalls die Bronzemedaille. Nach einer Halbfinalniederlage gegen China behielt die deutsche Mannschaft gegen Hongkong mit 3:1 die Oberhand. Bei der Europameisterschaft 2012 gewann Ovtcharov im Doppel zusammen mit Wladimir Samsonow die Bronzemedaille im Doppel. Im Einzel schied er bereits im Viertelfinale aus. Wegen seiner Erfolge wurde er zum Tischtennisspieler des Jahres 2012 gewählt.
Bei der Weltmeisterschaft 2013 traf Ovtcharov im Achtelfinale auf Patrick Baum, mit dem er seit Schülerzeiten befreundet ist. Baum gewann das Duell mit 4:1. Im Juli 2013 spielte er für Guangdong in der Chinesischen Super League. Im Oktober 2013 wurde er erstmals Europameister im Einzel. In Abwesenheit von Timo Boll behielt er als topgesetzter Spieler im Halbfinale gegen Teamkollege Bastian Steger mit 4:2 die Oberhand und besiegte im Endspiel seinen Klubkameraden Wladimir Samsonow mit 4:0. Zuvor hatte er bereits  mit der Mannschaft den Titel geholt und gewann auch hier alle seine Spiele. Drei Wochen später erreichte er durch einen Sieg gegen Timo Boll den dritten Platz im World Cup. Zuvor hatte er im Halbfinale gegen den späteren Sieger Xu Xin nach einer 3:2-Führung noch mit 3:4 verloren. Damit überholte er in der ITTF-Weltrangliste Timo Boll und wurde erstmals bestplatzierter Deutscher und auch bester Europäer. Am 2. März 2014 wurde er durch einen 4:1 Endspielsieg über Timo Boll erstmals Deutscher Meister. 2014 wurde er in Tokio mit dem deutschen Team nach 2010 und 2012 zum dritten Mal Vize-Weltmeister. Im Finale gewann er mit 3:0-Sätzen gegen Weltmeister und Olympiasieger Zhang Jike, was dessen erste Einzel-Niederlage bei Weltmeisterschaften bedeutete, und verlor dann gegen Ma Long ohne Satzgewinn.
2015 gewann Ovtcharov beim Europe TOP-16, den Europaspielen und der Europameisterschaft die Goldmedaille, bei der EM außerdem Silber mit der Mannschaft. Beim World Cup erreichte er den dritten Platz, nachdem er zuvor gegen den chinesischen Weltmeister Ma Long 0:4 verloren hatte und im Spiel um Platz drei den japanischen Topspieler Jun Mizutani in sechs Sätzen bezwingen konnte. Bei den Olympischen Spielen 2016 in Rio de Janeiro schied er, an Position drei gesetzt, im Viertelfinale gegen Wladimir Samsonow mit 2:4 aus. Im Teamwettbewerb blieb er dagegen ungeschlagen und hatte somit großen Anteil am Gewinn der Bronzemedaille. Der World Cup im Oktober endete für ihn bereits nach dem ersten Spiel, das er gegen Kristian Karlsson verlor, und bei der Europameisterschaft verlor er in der 2. Runde gegen Jakub Dyjas. Stärkere Leistungen zeigte er wieder Ende des Jahres bei den Grand Finals, bei denen er im Viertelfinale gegen den Weltranglistenzweiten Fan Zhendong 2:0 in Führung ging. Im dritten Satz konnte er Führungen von 8:3, 9:5 und 10:9 aber nicht nutzen, bei seinem Punktgewinn zum 11:10 zersprang außerdem der Ball an Fans Schlägerkante, sodass der Punkt nicht gewertet wurde. Danach bekam Ovtcharov keinen Satzball mehr und verlor mit 2:4.
Beim Europe Top 16 verteidigte Ovtcharov 2017 seinen Titel, womit er das Turnier als erster Spieler dreimal in Folge gewinnen konnte. Bei der Weltmeisterschaft 2017 in Düsseldorf unterlag er im Achtelfinale dem Weltranglisten-Elften Kōki Niwa aus Japan. Ebenfalls 2017 gewann er nach Abwehr von vier Matchbällen die China Open gegen Timo Boll, holte wieder Gold bei der Team-Europameisterschaft und gewann – erneut nach einem Finalsieg über Timo Boll – erstmals den World Cup. Bei den German Open besiegte er unter anderem Yan An, Wong Chun Ting und zum ersten Mal den amtierenden Vize-Weltmeister Fan Zhendong, bevor er im Finale zum dritten Mal in diesem Jahr auf Timo Boll traf und durch einen 4:3-Erfolg Gold holte. Durch die Einführung der neuen Weltranglistenberechnung zum Jahreswechsel reichte ihm bei den Grand Finals der Viertelfinaleinzug, um ab 2018 auf Platz 1 der Weltrangliste zu stehen. Dies gelang ihm durch einen 4:3-Achtelfinalsieg über Kōki Niwa, gegen den er bei der WM ebenso knapp verloren hatte, gefolgt von 4:3-Erfolgen über Tomokazu Harimoto und Lin Gaoyuan und einer Finalniederlage gegen Fan Zhendong. Ovtcharov wurde damit der zweite Deutsche nach Timo Boll an der Spitze der Tischtennisweltrangliste.
Beim Europe-Top16-Turnier 2018 in der Schweiz erreichte Ovtcharov im Februar 2018 Rang zwei. Nach drei Siegen unterlag der Deutsche im Finale seinem Landsmann Timo Boll mit 0:4. Bei der Team-WM, in der er, Boll und Franziska wegen Verletzungsproblemen nur eingeschränkt zur Verfügung standen, gewann er mit der deutschen Mannschaft wieder Silber. Nach seiner Rückkehr aus der Verletzungspause konnte er vorerst nicht wieder an seine vorhergehenden Leistungen anknüpfen und sich so auch nicht für die Grand Finals 2018 qualifizieren, sodass er im Januar 2019 schließlich zum ersten Mal seit Ende 2012 aus den Top 10 der Weltrangliste herausfiel. Im Februar gewann er mit dem Europe Top 16 Cup wieder ein bedeutendes Turnier, bei der WM im April scheiterte er allerdings bereits in der dritten Runde am Weltranglisten-58. Tomislav Pucar. Mit der Mannschaft gewann er Gold bei den Europaspielen und bei der Team-EM. Bei den Grand Finals, für die er sich in diesem Jahr wieder im Einzel qualifizieren konnte, schied er in der ersten Runde gegen Lin Gaoyuan aus, im Februar 2020 erreichte er dann wieder eine Top-10-Platzierung, nachdem er bei den German Open unter anderem den Weltranglistenersten Fan Zhendong besiegt hatte.
2021 wurde Ovtcharov nach einem 1:4 gegen Boll Vize-Europameister und nahm zum vierten Mal an den Olympischen Spielen in Tokio teil. Dort gewann er nach einer 3:4-Niederlage gegen den späteren Sieger Ma Long und – nach Abwehr von vier Matchbällen – einem 4:3-Erfolg über Lin Yun-ju zum zweiten Mal nach 2012 Bronze im Einzel. Abgesehen von chinesischen Tischtennisspielern holte zwei olympische Medaillen im Einzel vor ihm nur der Schwede Jan-Ove Waldner. Im olympischen Mannschaftswettbewerb gewann er die Silbermedaille. Er ist damit der bisher einzige Tischtennisspieler, der die Anzahl von sechs Olympiamedaillen erreichte. Im Oktober 2021 wurde Ovtcharov am Knöchel operiert und musste die Teilnahme an der Weltmeisterschaft im November absagen. Am 3. März 2022 schloss die European Table Tennis Union (ETTU) wegen des russischen Überfalls auf die Ukraine die im Halbfinale stehende Mannschaft des in der Ukraine geborenen Ovtcharov, Fakel Orenburg, aus der ETTU Champions League 2021/22 aus, woraufhin sein Ex-Verein Borussia Düsseldorf kampflos den Titel gewann. Am 12. April 2022 gab Ovtcharov bekannt, dass er Orenburg verlassen hat, er wurde vom TTC Neu-Ulm verpflichtet. Im Oktober schlug er bei den WTT Cup Finals Fan Zhendong, bevor er im Halbfinale Tomokazu Harimoto unterlag.
Bei der WM 2023 holte er, obwohl er in den Jahren zuvor kaum Erfahrung im Doppel gesammelt hatte, an der Seite von Patrick Franziska Bronze. Im Einzel schied er, genau wie bei seiner letzten WM 2019, in der dritten Runde mit 3:4 gegen Tomislav Pucar aus. Bei den Europaspielen 2023 in Krakau verteidigte er den Titel mit der Mannschaft.
Im März 2024 wurde Ovtcharovs Wechsel zu TTC Fulda-Maberzell ab der Saison 2024/25 bekannt gegeben. Sein Vertrag läuft bis 2027.

## Dopingverdacht und Verzicht auf Disziplinarverfahren
Am 22. September 2010 hatte der Deutsche Tischtennis-Bund (DTTB) Ovtcharov nach einem positiven Dopingtest mit sofortiger Wirkung vorläufig suspendiert. In der A-Probe war er positiv auf das verbotene leistungsfördernde Mittel Clenbuterol getestet worden. Ovtcharov bestritt die Einnahme von Dopingmitteln und beantragte die Öffnung der B-Probe. Am 30. September 2010 meldete der Deutsche Tischtennis-Bund, dass auch die B-Probe positiv war. Ovtcharov vermutete, dass er das Clenbuterol unwissentlich durch kontaminierte Nahrung während der China Open Mitte August aufgenommen hatte. In einer Anhörung beim DTTB wurden Indizien aufgeführt und Experten hierzu gehört. Unter anderem ließ Ovtcharov eine Haarprobe analysieren. Auf die Eröffnung eines Disziplinarverfahrens gegen Ovtcharov wurde am 15. Oktober 2010 durch den DTTB wegen der vorgebrachten Indizien verzichtet. Die Suspendierung wurde mit sofortiger Wirkung aufgehoben. Die Welt-Anti-Doping-Agentur (WADA) hatte Ende November 2010 vorsorglich zur Wahrung der Frist Berufung beim Internationalen Sportgerichtshof CAS gegen den Verzicht auf das Verfahren beantragt und den DTTB mit der erneuten Überprüfung des Vorgangs beauftragt. Im Januar 2011 wurde der Verzicht auf das Disziplinarverfahren von einer verbandsinternen Kommission des DTTB bestätigt. NADA und WADA verzichteten auf einen erneuten Einspruch, hierdurch wurde der Verzicht auf das Disziplinarverfahren durch den DTTB bestätigt.

## Erfolge
Einzel
- Olympische Spiele: Bronze 2012, 2021
- Europameisterschaft: Gold 2013, 2015; Silber 2021; Bronze 2007, 2024
- Europaspiele: Gold 2015[47]
- World Cup: Gold 2017; 3. Platz 2013, 2015; 4. Platz 2018
- Deutsche Meisterschaft: Sieger 2014; 2. Platz 2007, 2011, 2012; 3. Platz 2009
- Bundesranglistenturnier: Sieger 2007
- Europe TOP-12, Europe TOP-16: Sieger 2012, 2015, 2016, 2017, 2019; Silber 2018; Bronze 2014, 2023

- Brazilian Open: Sieger 2011; Halbfinale 2007
- Korean Open: Sieger 2011; Halbfinale 2008
- Indian Open: Sieger 2010, 2017
- Danish Open: 2. Platz 2009
- Slovenian Open: Halbfinale 2008
- German Open: Sieger 2012, 2014, 2017

- Jugend-Europe TOP-12: Sieger 2005, 2006
- Jugend-Weltmeisterschaft: 3. Platz 2006
- Jugend-Europameisterschaft: Sieger 2005
- Schüler-Europameisterschaft: 2. Platz 2002
- mehrfacher Deutscher Meister in der Jugend- und Schülerklasse

Doppel
- Weltmeisterschaft: Bronze 2023
- Europameisterschaft: Bronze 2012
- Deutsche Meisterschaft: Sieger 2008, 2010

Mannschaft
- Olympische Spiele: Silber 2008, 2021; Bronze 2012, 2016
- Weltmeisterschaft: Silber 2010, 2012, 2014, 2018
- Europameisterschaft: Gold 2007, 2008, 2009, 2010, 2011, 2013, 2017, 2019; Silber 2014, 2015
- Europaspiele: Gold 2019, 2023

- Champions League: Sieger 2009, 2012, 2013, 2015, 2017
- Deutsche Meisterschaft: Sieger 2008, 2009
- Deutscher Pokal: Sieger 2008, 2022
- Russische Meisterschaft: Sieger 2011, 2012, 2014, 2015, 2018, 2020, 2021

- Jugend-Weltmeisterschaft: 3. Platz 2004, 2006
- Jugend-Europameisterschaft: Sieger 2004, 2006; 2. Platz 2005
- Schüler-Europameisterschaft: Sieger 2002, 2003

## Privates
Dimitrijs Vater Michail Owtscharow (* 11. Mai 1961) spielte in der sowjetischen Tischtennis-Nationalmannschaft und war bis zur Saison 2007/08 Trainer in der 1. und 2. Bundesliga bei TSV Schwalbe Tündern (Stand 2009). Er war 1982 sowjetischer Meister und nahm zweimal an Welt- und Europameisterschaften teil.
Seit Juli 2014 ist Dimitrij Ovtcharov mit der ehemaligen schwedischen Tischtennis-Jugend-Nationalspielerin Jenny Mellström verheiratet, die ab 2015 mit der Damenmannschaft von Borussia Düsseldorf in der 3. Bundesliga spielte. Sie haben eine Tochter (* 2016) und einen Sohn (* 2022).

## Turnierergebnisse
| Verband     | Veranstaltung                         | Jahr | Ort            | Land                                           | Einzel        | Doppel        | Mixed      | Team          |
| ----------- | ------------------------------------- | ---- | -------------- | ---------------------------------------------- | ------------- | ------------- | ---------- | ------------- |
| Deutschland | Europameisterschaft                   | 2024 | Linz           | Osterreich                                     | Halbfinale    |               |            |               |
| Deutschland | Europameisterschaft                   | 2022 | München        | Deutschland                                    | Viertelfinale |               |            |               |
| Deutschland | Europameisterschaft                   | 2020 | Warschau       | Polen                                          | Silber        |               |            |               |
| Deutschland | Europameisterschaft                   | 2019 | Nantes         | Frankreich                                     |               |               |            | Gold          |
| Deutschland | Europameisterschaft                   | 2018 | Alicante       | Spanien                                        | letzte 16     |               |            |               |
| Deutschland | Europameisterschaft                   | 2017 | Luxemburg      | Luxemburg                                      |               |               |            | Gold          |
| Deutschland | Europameisterschaft                   | 2016 | Budapest       | Ungarn                                         | letzte 32     |               |            |               |
| Deutschland | Europameisterschaft                   | 2015 | Jekaterinburg  | Russland                                       | Gold          |               |            | Silber        |
| Deutschland | Europameisterschaft                   | 2014 | Lissabon       | Portugal                                       |               |               |            | Silber        |
| Deutschland | Europameisterschaft                   | 2013 | Schwechat      | Osterreich                                     | Gold          |               |            | Gold          |
| Deutschland | Europameisterschaft                   | 2012 | Herning        | Danemark                                       | Viertelfinale | Halbfinale    |            |               |
| Deutschland | Europameisterschaft                   | 2011 | Danzig-Sopot   | Polen                                          | Viertelfinale |               |            | Gold          |
| Deutschland | Europameisterschaft                   | 2010 | Ostrava        | Tschechien                                     |               |               |            | Gold          |
| Deutschland | Europameisterschaft                   | 2009 | Stuttgart      | Deutschland                                    |               |               |            | Gold          |
| Deutschland | Europameisterschaft                   | 2008 | St. Petersburg | Russland                                       | letzte 16     |               |            | Gold          |
| Deutschland | Europameisterschaft                   | 2007 | Belgrad        | Serbien                                        | Halbfinale    |               |            | Gold          |
| Deutschland | Europaspiele                          | 2023 | Krakau         | Polen                                          | letzte 16     |               |            | Gold          |
| Deutschland | Europaspiele                          | 2019 | Minsk          | Belarus                                        | letzte 16     |               |            | Gold          |
| Deutschland | Europaspiele                          | 2015 | Baku           | Aserbaidschan                                  | Gold          |               |            | 4. Platz      |
| Deutschland | Jugend-Europameisterschaft (Kadetten) | 2003 | Novi Sad       | Jugoslawien Sozialistische Föderative Republik |               | Silber        |            | Gold          |
| Deutschland | Jugend-Europameisterschaft (Kadetten) | 2002 | Moskau         | Russland                                       | Silber        |               |            | Gold          |
| Deutschland | Jugend-Europameisterschaft (Junioren) | 2006 | Sarajevo       | Bosnien und Herzegowina                        | Halbfinale    |               |            | Gold          |
| Deutschland | Jugend-Europameisterschaft (Junioren) | 2005 | Ostrava        | Tschechien                                     | Gold          |               |            |               |
| Deutschland | Jugend-Europameisterschaft (Junioren) | 2004 | Budapest       | Ungarn                                         |               |               |            | Gold          |
| Deutschland | EURO-TOP16                            | 2025 | Montreux       | Schweiz                                        | letzte 16     |               |            |               |
| Deutschland | EURO-TOP16                            | 2024 | Montreux       | Schweiz                                        | Viertelfinale |               |            |               |
| Deutschland | EURO-TOP16                            | 2023 | Montreux       | Schweiz                                        | Halbfinale    |               |            |               |
| Deutschland | EURO-TOP16                            | 2019 | Montreux       | Schweiz                                        | Gold          |               |            |               |
| Deutschland | EURO-TOP16                            | 2018 | Montreux       | Schweiz                                        | Silber        |               |            |               |
| Deutschland | EURO-TOP16                            | 2017 | Antibes        | Frankreich                                     | Gold          |               |            |               |
| Deutschland | EURO-TOP16                            | 2016 | Gondomar       | Portugal                                       | Gold          |               |            |               |
| Deutschland | EURO-TOP16                            | 2015 | Baku           | Aserbaidschan                                  | Gold          |               |            |               |
| Deutschland | EURO-TOP12                            | 2014 | Lausanne       | Schweiz                                        | Bronze        |               |            |               |
| Deutschland | EURO-TOP12                            | 2012 | Villeurbanne   | Frankreich                                     | Gold          |               |            |               |
| Deutschland | EURO-TOP12                            | 2011 | Lüttich        | Belgien                                        | 5. Platz      |               |            |               |
| Deutschland | EURO-TOP12                            | 2010 | Düsseldorf     | Deutschland                                    | 5. Platz      |               |            |               |
| Deutschland | EURO-TOP12                            | 2009 | Düsseldorf     | Deutschland                                    | 5. Platz      |               |            |               |
| Deutschland | EURO-TOP12                            | 2008 | Frankfurt      | Deutschland                                    | 5. Platz      |               |            |               |
| Deutschland | Olympische Spiele                     | 2024 | Paris          | Frankreich                                     | letzte 16     |               |            | Viertelfinale |
| Deutschland | Olympische Spiele                     | 2021 | Tokio          | Japan                                          | Bronze        |               |            | Silber        |
| Deutschland | Olympische Spiele                     | 2016 | Rio de Janeiro | Brasilien                                      | Viertelfinale |               |            | Bronze        |
| Deutschland | Olympische Spiele                     | 2012 | London         | England                                        | Bronze        |               |            | Bronze        |
| Deutschland | Olympische Spiele                     | 2008 | Peking         | China Volksrepublik                            | letzte 16     |               |            | Silber        |
| Deutschland | WTT Series (Star Contender)           | 2025 | Foz do Iguaçu  | Brasilien                                      | Halbfinale    |               |            |               |
| Deutschland | WTT Series (Contender)                | 2024 | Lagos          | Nigeria                                        | Gold          |               |            |               |
| Deutschland | WTT Series (Star Contender)           | 2024 | Mapusa         | Indien                                         | Halbfinale    |               |            |               |
| Deutschland | WTT Series (Contender)                | 2023 | Antalya        | Turkei                                         | Silber        |               |            |               |
| Deutschland | WTT Series (Contender)                | 2023 | Maskat         | Oman                                           | letzte 32     | Gold          |            |               |
| Deutschland | WTT Series (Contender)                | 2023 | Lagos          | Nigeria                                        | Silber        |               |            |               |
| Deutschland | WTT Series (Contender)                | 2022 | Lima           | Peru                                           | Silber        |               |            |               |
| Deutschland | WTT Series (Star Contender)           | 2021 | Doha           | Katar                                          | Halbfinale    | Viertelfinale |            |               |
| Deutschland | WTT Series (Contender)                | 2021 | Doha           | Katar                                          | Gold          |               |            |               |
| Deutschland | ITTF World Tour                       | 2020 | Budapest       | Ungarn                                         | Halbfinale    |               |            |               |
| Deutschland | ITTF World Tour                       | 2020 | Magdeburg      | Deutschland                                    | Halbfinale    | Viertelfinale |            |               |
| Deutschland | ITTF World Tour                       | 2019 | Olmütz         | Tschechien                                     | Silber        |               |            |               |
| Deutschland | ITTF World Tour                       | 2017 | Magdeburg      | Deutschland                                    | Gold          |               |            |               |
| Deutschland | ITTF World Tour                       | 2017 | Panagjurischte | Bulgarien                                      | Gold          |               |            |               |
| Deutschland | ITTF World Tour                       | 2017 | Chengdu        | China Volksrepublik                            | Gold          |               |            |               |
| Deutschland | ITTF World Tour                       | 2017 | Neu-Delhi      | Indien                                         | Gold          |               |            |               |
| Deutschland | ITTF World Tour                       | 2016 | Stockholm      | Schweden                                       | Halbfinale    |               |            |               |
| Deutschland | ITTF World Tour                       | 2016 | Warschau       | Polen                                          | Silber        |               |            |               |
| Deutschland | ITTF World Tour                       | 2016 | Doha           | Katar                                          | Halbfinale    |               |            |               |
| Deutschland | ITTF World Tour                       | 2016 | Kuwait         | Kuwait                                         | Viertelfinale |               |            |               |
| Deutschland | ITTF World Tour                       | 2016 | Berlin         | Deutschland                                    | Viertelfinale |               |            |               |
| Deutschland | ITTF World Tour                       | 2015 | Lissabon       | Portugal                                       | Viertelfinale |               |            |               |
| Deutschland | ITTF World Tour                       | 2015 | Warschau       | Polen                                          | Viertelfinale |               |            |               |
| Deutschland | ITTF World Tour                       | 2015 | Wels           | Osterreich                                     | Silber        |               |            |               |
| Deutschland | ITTF World Tour                       | 2015 | Chengdu        | China Volksrepublik                            | letzte 32     |               |            |               |
| Deutschland | ITTF World Tour                       | 2015 | Bremen         | Deutschland                                    | Halbfinale    |               |            |               |
| Deutschland | ITTF World Tour                       | 2015 | Doha           | Katar                                          | Silber        |               |            |               |
| Deutschland | ITTF World Tour                       | 2014 | Bangkok        | Thailand                                       | Silber        |               |            |               |
| Deutschland | ITTF World Tour                       | 2014 | Stockholm      | Schweden                                       | letzte 16     |               |            |               |
| Deutschland | ITTF World Tour                       | 2014 | Jekaterinburg  | Russland                                       | Halbfinale    |               |            |               |
| Deutschland | ITTF World Tour                       | 2014 | De Haan        | Belgien                                        | letzte 16     |               |            |               |
| Deutschland | ITTF World Tour                       | 2014 | Magdeburg      | Deutschland                                    | Gold          | letzte 16     |            |               |
| Deutschland | ITTF World Tour                       | 2014 | Doha           | Katar                                          | Viertelfinale |               |            |               |
| Deutschland | ITTF World Tour                       | 2013 | Dubai          | Vereinigte Arabische Emirate                   | letzte 16     |               |            |               |
| Deutschland | ITTF World Tour                       | 2013 | Berlin         | Deutschland                                    | Silber        |               |            |               |
| Deutschland | ITTF World Tour                       | 2013 | Suzhou         | China Volksrepublik                            | Halbfinale    | letzte 16     |            |               |
| Deutschland | ITTF World Tour                       | 2013 | Changchun      | China Volksrepublik                            | Viertelfinale | Silber        |            |               |
| Deutschland | ITTF World Tour                       | 2013 | Doha           | Katar                                          | Viertelfinale |               |            |               |
| Deutschland | ITTF World Tour                       | 2013 | Kuwait         | Kuwait                                         | Viertelfinale |               |            |               |
| Deutschland | ITTF World Tour                       | 2012 | Bremen         | Deutschland                                    | Gold          |               |            |               |
| Deutschland | ITTF World Tour                       | 2012 | Suzhou         | China Volksrepublik                            | Viertelfinale |               |            |               |
| Deutschland | ITTF World Tour                       | 2012 | Almería        | Spanien                                        | Viertelfinale |               |            |               |
| Deutschland | ITTF World Tour                       | 2012 | Doha           | Katar                                          | letzte 16     |               |            |               |
| Deutschland | ITTF Pro Tour                         | 2011 | Schwechat      | Osterreich                                     | letzte 16     |               |            |               |
| Deutschland | ITTF Pro Tour                         | 2011 | Suzhou         | China Volksrepublik                            | Viertelfinale |               |            |               |
| Deutschland | ITTF Pro Tour                         | 2011 | Incheon        | Korea Sud                                      | Gold          |               |            |               |
| Deutschland | ITTF Pro Tour                         | 2011 | Rio de Janeiro | Brasilien                                      | Gold          |               |            |               |
| Deutschland | ITTF Pro Tour                         | 2011 | Dortmund       | Deutschland                                    | letzte 64     |               |            |               |
| Deutschland | ITTF Pro Tour                         | 2011 | Doha           | Katar                                          | letzte 16     |               |            |               |
| Deutschland | ITTF Pro Tour                         | 2010 | Warschau       | Polen                                          | Silber        |               |            |               |
| Deutschland | ITTF Pro Tour                         | 2010 | Suzhou         | China Volksrepublik                            | letzte 16     |               |            |               |
| Deutschland | ITTF Pro Tour                         | 2010 | New Delhi      | Indien                                         | Gold          | letzte 16     |            |               |
| Deutschland | ITTF Pro Tour                         | 2010 | Berlin         | Deutschland                                    | Viertelfinale |               |            |               |
| Deutschland | ITTF Pro Tour                         | 2010 | Doha           | Katar                                          | letzte 32     |               |            |               |
| Deutschland | ITTF Pro Tour                         | 2010 | Velenje        | Slowenien                                      | letzte 64     |               |            |               |
| Deutschland | ITTF Pro Tour                         | 2009 | Warschau       | Polen                                          | letzte 32     |               |            |               |
| Deutschland | ITTF Pro Tour                         | 2009 | Seoul          | Korea Sud                                      | Halbfinale    | Viertelfinale |            |               |
| Deutschland | ITTF Pro Tour                         | 2009 | Wakayama       | Japan                                          | Viertelfinale | Viertelfinale |            |               |
| Deutschland | ITTF Pro Tour                         | 2009 | Bremen         | Deutschland                                    | letzte 32     |               |            |               |
| Deutschland | ITTF Pro Tour                         | 2009 | Doha           | Katar                                          | letzte 64     |               |            |               |
| Deutschland | ITTF Pro Tour                         | 2009 | Kuwait         | Kuwait                                         | letzte 32     | letzte 16     |            |               |
| Deutschland | ITTF Pro Tour                         | 2009 | Frederikshavn  | Danemark                                       | Silber        | Viertelfinale |            |               |
| Deutschland | ITTF Pro Tour                         | 2008 | Berlin         | Deutschland                                    | letzte 32     |               |            |               |
| Deutschland | ITTF Pro Tour                         | 2008 | Salzburg       | Osterreich                                     | Viertelfinale |               |            |               |
| Deutschland | ITTF Pro Tour                         | 2008 | Singapur       | Singapur                                       | letzte 16     | letzte 16     |            |               |
| Deutschland | ITTF Pro Tour                         | 2008 | Daejeon        | Korea Sud                                      | Halbfinale    |               |            |               |
| Deutschland | ITTF Pro Tour                         | 2008 | Doha           | Katar                                          | letzte 64     | Viertelfinale |            |               |
| Deutschland | ITTF Pro Tour                         | 2008 | Kuwait         | Kuwait                                         | letzte 32     | letzte 16     |            |               |
| Deutschland | ITTF Pro Tour                         | 2008 | Velenje        | Slowenien                                      | Halbfinale    | letzte 16     |            |               |
| Deutschland | ITTF Pro Tour                         | 2007 | Stockholm      | Schweden                                       | letzte 64     | letzte 16     |            |               |
| Deutschland | ITTF Pro Tour                         | 2007 | Bremen         | Deutschland                                    | letzte 16     | Viertelfinale |            |               |
| Deutschland | ITTF Pro Tour                         | 2007 | Wels           | Osterreich                                     | letzte 32     |               |            |               |
| Deutschland | ITTF Pro Tour                         | 2007 | St. Petersburg | Russland                                       | letzte 64     | letzte 16     |            |               |
| Deutschland | ITTF Pro Tour                         | 2007 | Shenzhen       | China Volksrepublik                            | Viertelfinale | letzte 16     |            |               |
| Deutschland | ITTF Pro Tour                         | 2007 | Taipeh         | Chinesisch Taipeh                              | Viertelfinale | Gold          |            |               |
| Deutschland | ITTF Pro Tour                         | 2007 | Chiba          | Japan                                          | Viertelfinale |               |            |               |
| Deutschland | ITTF Pro Tour                         | 2007 | Seongnam       | Korea Sud                                      | Viertelfinale |               |            |               |
| Deutschland | ITTF Pro Tour                         | 2007 | Belo Horizonte | Brasilien                                      | Halbfinale    | letzte 16     |            |               |
| Deutschland | ITTF Pro Tour                         | 2007 | Salwa Cup      | Kuwait                                         | letzte 32     | letzte 16     |            |               |
| Deutschland | ITTF Pro Tour                         | 2007 | Doha           | Katar                                          | letzte 64     |               |            |               |
| Deutschland | ITTF Pro Tour                         | 2007 | Zagreb         | Kroatien                                       | letzte 64     |               |            |               |
| Deutschland | ITTF Pro Tour                         | 2006 | Warschau       | Polen                                          | letzte 32     |               |            |               |
| Deutschland | ITTF Pro Tour                         | 2006 | Bayreuth       | Deutschland                                    | letzte 32     |               |            |               |
| Deutschland | ITTF Pro Tour                         | 2006 | Yokohama       | Japan                                          | letzte 32     |               |            |               |
| Deutschland | ITTF Pro Tour                         | 2006 | Kunshan        | China Volksrepublik                            | letzte 32     |               |            |               |
| Deutschland | ITTF Pro Tour                         | 2006 | Taipeh         | Chinesisch Taipeh                              | letzte 32     | letzte 16     |            |               |
| Deutschland | ITTF Pro Tour                         | 2006 | Kuwait         | Kuwait                                         | letzte 64     |               |            |               |
| Deutschland | ITTF Pro Tour                         | 2006 | Doha           | Katar                                          | letzte 32     |               |            |               |
| Deutschland | ITTF Pro Tour                         | 2005 | Yokohama       | Japan                                          | letzte 64     | letzte 16     |            |               |
| Deutschland | ITTF Pro Tour                         | 2005 | Shenzhen       | China Volksrepublik                            | letzte 32     |               |            |               |
| Deutschland | WTT Finals                            | 2023 | Doha           | Katar                                          | letzte 16     | Viertelfinale |            |               |
| Deutschland | WTT Cup Finals                        | 2022 | Xinxiang       | China Volksrepublik                            | Halbfinale    |               |            |               |
| Deutschland | ITTF Finals                           | 2020 | Zhengzhou      | China Volksrepublik                            | letzte 16     |               |            |               |
| Deutschland | ITTF World Tour Grand Finals          | 2019 | Zhengzhou      | China Volksrepublik                            | letzte 16     |               |            |               |
| Deutschland | ITTF World Tour Grand Finals          | 2017 | Astana         | Kasachstan                                     | Silber        |               |            |               |
| Deutschland | ITTF World Tour Grand Finals          | 2016 | Doha           | Katar                                          | Viertelfinale |               |            |               |
| Deutschland | ITTF World Tour Grand Finals          | 2015 | Lissabon       | Portugal                                       | Viertelfinale |               |            |               |
| Deutschland | ITTF World Tour Grand Finals          | 2014 | Bangkok        | Thailand                                       | Silber        |               |            |               |
| Deutschland | ITTF Pro Tour Grand Finals            | 2011 | London         | England                                        | letzte 16     |               |            |               |
| Deutschland | ITTF Pro Tour Grand Finals            | 2010 | Seoul          | Korea Sud                                      | letzte 16     |               |            |               |
| Deutschland | ITTF Pro Tour Grand Finals            | 2009 | Macau          | Macau                                          | letzte 16     |               |            |               |
| Deutschland | ITTF Pro Tour Grand Finals            | 2008 | Macau          | Macau                                          | letzte 16     |               |            |               |
| Deutschland | ITTF Pro Tour Grand Finals            | 2007 | Peking         | China Volksrepublik                            | letzte 16     | Viertelfinale |            |               |
| Deutschland | Weltmeisterschaft                     | 2025 | Doha           | Katar                                          |               | letzte 64     |            |               |
| Deutschland | Weltmeisterschaft                     | 2024 | Busan          | Korea Sud                                      |               |               |            | Viertelfinale |
| Deutschland | Weltmeisterschaft                     | 2023 | Durban         | Sudafrika                                      | letzte 32     | Halbfinale    |            |               |
| Deutschland | Weltmeisterschaft                     | 2019 | Budapest       | Ungarn                                         | letzte 32     |               |            |               |
| Deutschland | Weltmeisterschaft                     | 2018 | Halmstad       | Schweden                                       |               |               |            | Silber        |
| Deutschland | Weltmeisterschaft                     | 2017 | Düsseldorf     | Deutschland                                    | letzte 16     |               |            |               |
| Deutschland | Weltmeisterschaft                     | 2015 | Suzhou         | China Volksrepublik                            | letzte 64     |               |            |               |
| Deutschland | Weltmeisterschaft                     | 2014 | Tokio          | Japan                                          |               |               |            | Silber        |
| Deutschland | Weltmeisterschaft                     | 2013 | Paris          | Frankreich                                     | letzte 16     |               |            |               |
| Deutschland | Weltmeisterschaft                     | 2012 | Dortmund       | Deutschland                                    |               |               |            | Silber        |
| Deutschland | Weltmeisterschaft                     | 2011 | Rotterdam      | Niederlande                                    | letzte 16     | letzte 64     |            |               |
| Deutschland | Weltmeisterschaft                     | 2010 | Moskau         | Russland                                       |               |               |            | Silber        |
| Deutschland | Weltmeisterschaft                     | 2009 | Yokohama       | Japan                                          | letzte 16     | letzte 16     |            |               |
| Deutschland | Weltmeisterschaft                     | 2008 | Guangzhou      | China Volksrepublik                            |               |               |            | 7             |
| Deutschland | Weltmeisterschaft                     | 2007 | Zagreb         | Kroatien                                       | letzte 64     | letzte 32     | letzte 64  |               |
| Deutschland | World Cup                             | 2025 | Macau          | Macau                                          | Achtelfinale  |               |            |               |
| Deutschland | World Cup                             | 2020 | Weihai         | China Volksrepublik                            | Viertelfinale |               |            |               |
| Deutschland | World Cup                             | 2019 | Chengdu        | China Volksrepublik                            | Viertelfinale |               |            |               |
| Deutschland | World Cup                             | 2018 | Paris          | Frankreich                                     | 4. Platz      |               |            |               |
| Deutschland | World Cup                             | 2017 | Lüttich        | Belgien                                        | Gold          |               |            |               |
| Deutschland | World Cup                             | 2016 | Saarbrücken    | Deutschland                                    | letzte 16     |               |            |               |
| Deutschland | World Cup                             | 2015 | Halmstad       | Schweden                                       | Bronze        |               |            |               |
| Deutschland | World Cup                             | 2014 | Düsseldorf     | Deutschland                                    | Viertelfinale |               |            |               |
| Deutschland | World Cup                             | 2013 | Verviers       | Belgien                                        | Bronze        |               |            |               |
| Deutschland | World Cup                             | 2012 | Liverpool      | England                                        | 9.–12. Platz  |               |            |               |
| Deutschland | World Cup                             | 2011 | Paris          | Frankreich                                     | Viertelfinale |               |            |               |
| Deutschland | World Cup                             | 2010 | Magdeburg      | Deutschland                                    | Viertelfinale |               |            |               |
| Deutschland | World Cup                             | 2009 | Moskau         | Russland                                       | Viertelfinale |               |            |               |
| Deutschland | World Cup                             | 2008 | Lüttich        | Belgien                                        | Viertelfinale |               |            |               |
| Deutschland | WTC-World Team Cup                    | 2019 | Tokio          | Japan                                          |               |               |            | Viertelfinale |
| Deutschland | WTC-World Team Cup                    | 2018 | London         | England                                        |               |               |            | Viertelfinale |
| Deutschland | WTC-World Team Cup                    | 2011 | Magdeburg      | Deutschland                                    |               |               |            | Bronze        |
| Deutschland | WTC-World Team Cup                    | 2009 | Linz           | Osterreich                                     | Bronze        |               |            |               |
| Deutschland | WTC-World Team Cup                    | 2007 | Magdeburg      | Deutschland                                    |               |               |            | 5             |
| Deutschland | Jugend-Weltmeisterschaft              | 2006 | Kairo          | Agypten                                        | Halbfinale    |               |            |               |
| Deutschland | Jugend-Weltmeisterschaft              | 2005 | Linz           | Osterreich                                     | letzte 16     |               | Halbfinale |               |
| Deutschland | Jugend-Weltmeisterschaft              | 2003 | Santiago       | Chile                                          |               | Viertelfinale |            |               |
| Deutschland | World Junior Circuit                  | 2005 | Cetniewo       | Polen                                          | Halbfinale    |               |            |               |
| Deutschland | World Junior Circuit                  | 2005 | Platja d’Aro   | Spanien                                        | Silber        |               |            |               |
| Deutschland | World Junior Circuit                  | 2005 | Casablanca     | Marokko                                        | Viertelfinale |               |            |               |
| Deutschland | World Junior Circuit                  | 2005 | Örebro         | Schweden                                       | Viertelfinale |               |            |               |
| Deutschland | World Junior Circuit                  | 2004 | Cetniewo       | Polen                                          | Halbfinale    |               |            |               |

Quelle: ITTF-Datenbank